# 4451 Grieve
4451 Grieve este un asteroid descoperit pe 9 mai 1988 de Carolyn Shoemaker.